# Mart Kuusik
Hugo-Maksimilian "Mart" Kuusik (9. december 1877 - 24. august 1965) var en estisk roer, der repræsenterede Rusland.
Kuusik var den ene af to bronzemedaljevindere ved OL 1912 i Stockholm. Wally Kinnear og Polydore Veirman vandt henholdsvis guld og sølv, mens den anden bronzemedaljevinder var canadieren Everard Butler.

## OL-medaljer
- 1912:  Bronze i singlesculler